# Dicranella lutaria
Dicranella lutaria är en bladmossart som beskrevs av Brotherus 1901. Dicranella lutaria ingår i släktet jordmossor, och familjen Dicranaceae. Inga underarter finns listade i Catalogue of Life.